# Eyvind Vesselbo
Eyvind Vesselbo (født 3. oktober 1946, København) er en selvstændig erhvervsdrivende, politiker og tidligere medlem af Folketinget for Venstre fra 2001 til 2015. Han er uddannet magister i kultursociologi fra Københavns Universitet, 1978 og blev indvalgt i Folketinget ved valget 20. november 2001. Han var Venstres ordfører for film og for miljø.[kilde mangler]
Vesselbo repræsenterede fra valget i 2001 Østjyllands Storkreds. Indtil da repræsenterede han Århus Amtskreds. Han var opstillet i Århus Sydkredsen indtil 2007, hvorefter han blev opstillet i Gentoftekredsen. Her blev han valg ved folketingsvalget 2011. I 1997-2000 var han opstillet i Valbykredsen. 
Vesselbo blev genstand for betydelig medieomtale, da han i 1990 for Ishøj Kommune udarbejdede den såkaldte Ishøj-rapport, hvor han som sociolog analyserede de demografiske konsekvenser af indvandring. Han udgav senere rapporter om indvandringen i 1996 og i 2000 om samme emne. Der opstod endvidere medieomtale i maj 2007, efter at Politiken hævdede at han ville forlade Venstre og tilslutte sig Ny Alliance. Historien viste sig at være en and.
Eyvind Vesselbo blev i 1985 valgt til kommunalbestyrelsen i Gentofte Kommune for Socialdemokratiet, men brød med partiet efter et par år grundet interne stridigheder.
Eyvind Vesselbo var i 2000-2001 medlem af kommunalbestyrelsen i Gentofte for Venstre. Ved Komunalvalget 2009 stillede Eyvind Vesselbo op som spidskandidat for Venstre i Gentofte og blev indvalgt til kommunalbestyrelsen. Efter konstitueringen blev Vesselbo 1. viceborgmester i Gentofte samt formand for Fritids- og kulturudvalget.
Eyvind Vesselbo meddelte den 8. oktober 2013, at han ikke agter at genopstille til Kommunalvalget 2013 og til næste folketingsvalg.
Vesselbo er medforfatter til bogen "Mister du håbet -mister du alt" om uhelbredelige kræftpatienters problemer i sundhedssystemet. 

## Hæder
27. april 2012 blev han Ridder af Dannebrog.